# František Holan
František Holan (24. srpna 1882 Předbořice – 7. června 1949 Praha) byl český akademický malíř, krajinář.

## Život
Narodil se v jihočeské obci Předbořice v rodině sedláka Jana Holana a jeho ženy Anny roz. Smetanové. František měl 6 sourozenců, Josefa (1875), Karolínu (1876), která zemřela jako dítě, Karolínu (1878), Karla (1874), Bedřicha (1889) a Růženu (1910). Od dětství rád a obstojně maloval. Po absolvování základního vzdělání se vyučil malířem pokojů a v letech 1905–1911 studoval v Praze na uměleckoprůmyslové škole a následně ve speciální škole u profesora Karla V. Maška. Po studiích cestoval po cizině, zejména po Rusku a věnoval se převážně krajinářství. Od roku 1915 se zúčastňoval uměleckých výstav po celém Československu, zejména pak s JUV.
František Holan obdržel „krajinářskou cenu“ vídeňské nadace Charlotte Charloty Mohr-Piepenhagenové a v roce 1932 pak obdržel 2. cenu České akademie věd a umění. Svůj ateliér měl v Praze-Dejvicích na Belcrediho třídě č. 260 (dnes Milady Horákové). Zemřel v Praze v červnu roku 1949. Pohřben byl na Olšanských hřbitovech.
František Holan byl řádným členem Jednoty umělců výtvarných.

## Zastoupení v českých galeriích
- Oblastní galerie Vysočiny v Jihlavě
- Alšova jihočeská galerie v Hluboké nad Vltavou
- Galerie výtvarného umění v Náchodě
- Krajská galerie výtvarného umění ve Zlíně
- Galerie hlavního města Prahy[3]

a dalších

## Výstavy

### Autorské
- 1921 – František Holan: Souborná výstava, Topičův salon, Praha
- 1949/1950 – František Holan: Posmrtná výstava, Jednota umělců výtvarných, výstavní síně, Praha

### Kolektivní (výběr)
- 1924 – XXXVII. řádná jarní výstava Jednoty umělců výtvarných v Praze se souborem prací Stanislava Lolka k jeho padesátinám, Obecní dům – výstavní sály, Praha
- 1928 – Československé výtvarné umění 1918–1928, Brno (Brno-město), Brno
- 1936 – I. jarní Zlínský salon, Zlín
- 1940 – Jednota umělců výtvarných: 107. výroční řádná členská výstava, Dům Jednoty umělců výtvarných, Praha
  - Jednota umělců výtvarných: 111. řádná členská podzimní výstava Náš venkov, Dům Jednoty umělců výtvarných, Praha
- 1940/1941 – Národ svým výtvarným umělcům, Praha
- 1941 – Jednota umělců výtvarných: 116. řádná členská podzimní výstava, Dům Jednoty umělců výtvarných, Praha
- 1942 – Jednota umělců výtvarných: 119. členská výstava, Mánes, Praha
- 1943 – Umělci národu 1943, Praha
  - Posázaví – výstava soudobého umění / Sasautal- Ausstellung der bildenden Kunst der Gegenwart -Výstava originálů, Výstavní síň Myslbek, Praha
  - Posázaví – výstava soudobého umění / Sasautal – Ausstellung der bildenden Kunst der Gegenwart. Výstava fotografií s ukázkami domácí práce a jakostní výroby na Posázaví, Uměleckoprůmyslové museum, Praha
  - Jednota umělců výtvarných: Členská výstava (druhý díl), Praha
- 1945 – Jednota umělců výtvarných: 134. výstava, Palác Myslbek, Praha
- 1946 – Český národ Rudé armádě
- 1946/1947 – Jednota umělců výtvarných: Členská výstava, Pavilon Jednoty výtvarných umělců, Praha
- 1947 – Jednota umělců výtvarných: Členská výstava 1947, Pavilon Jednoty výtvarných umělců, Praha
- 1948/1949 – 50 let Jednoty umělců výtvarných (Díl II.), Pavilon Jednoty výtvarných umělců, Praha
- 1949 – Československý lid a jeho kraj v životě, práci a zápasu, Gottwaldov (Zlín)
  - Československý lid a jeho kraj v životě, práci a zápasu, Jízdárna Pražského hradu, Praha

## Galerie

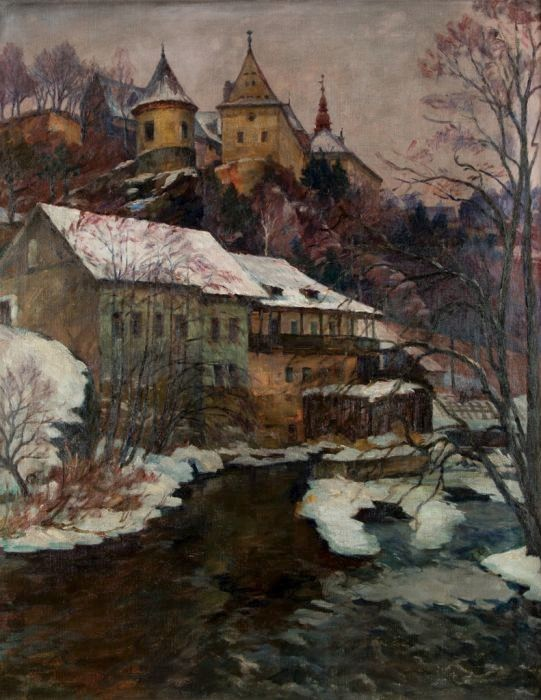
Bechyňský zámek
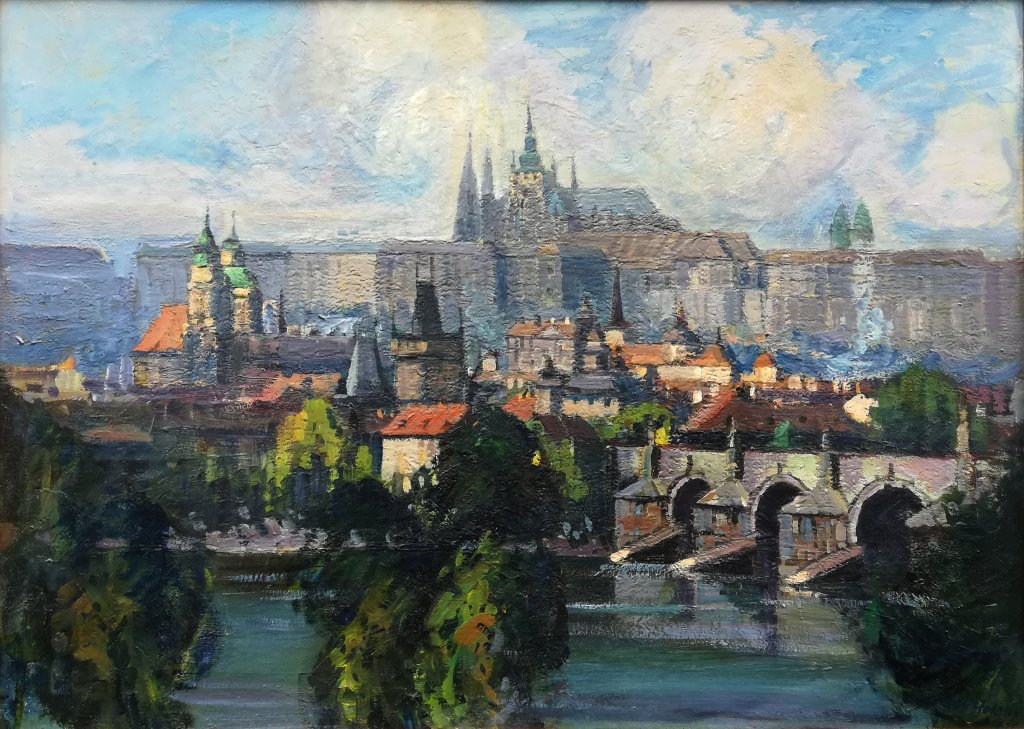
Hradčany
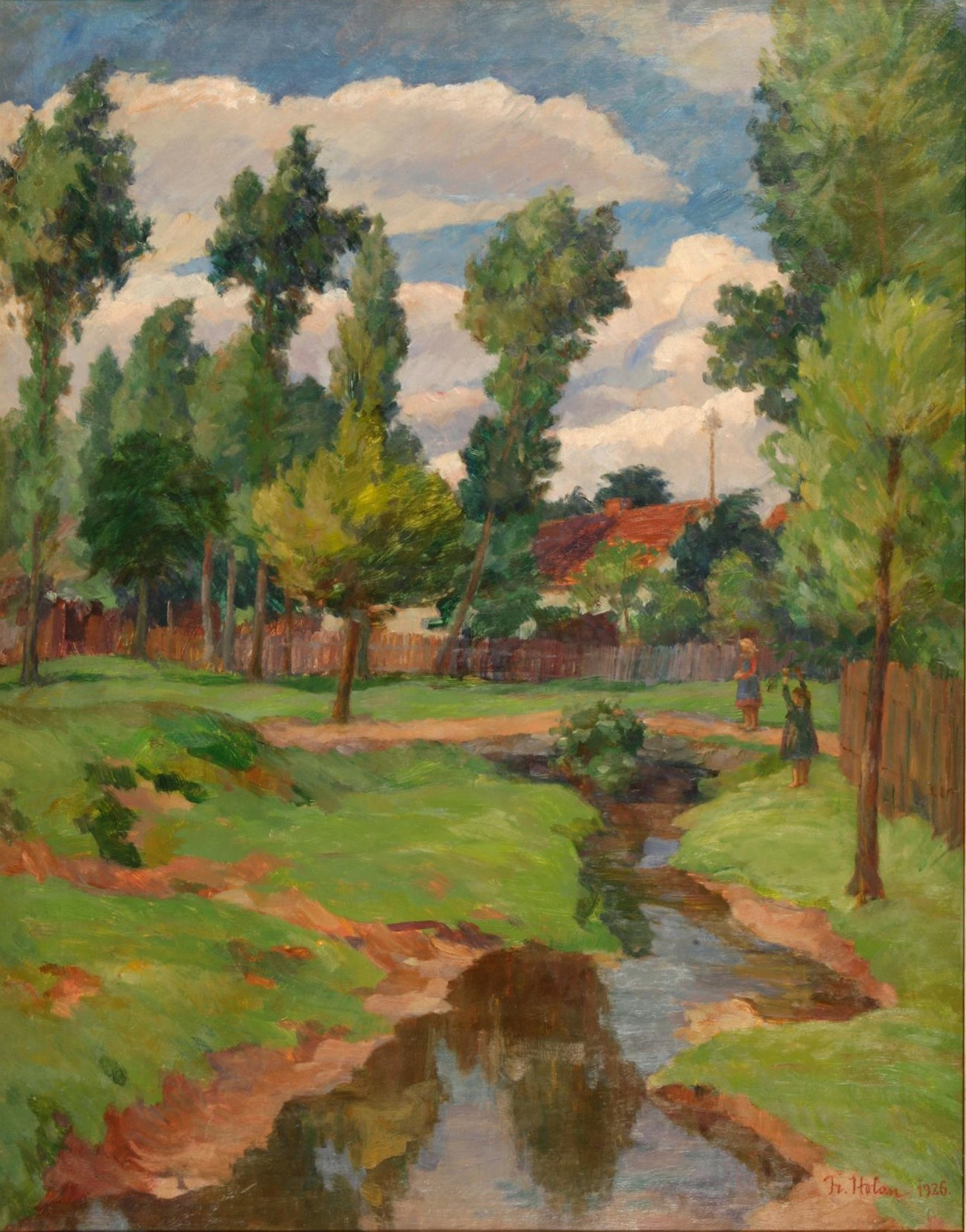
Krajina s potokem (1926)
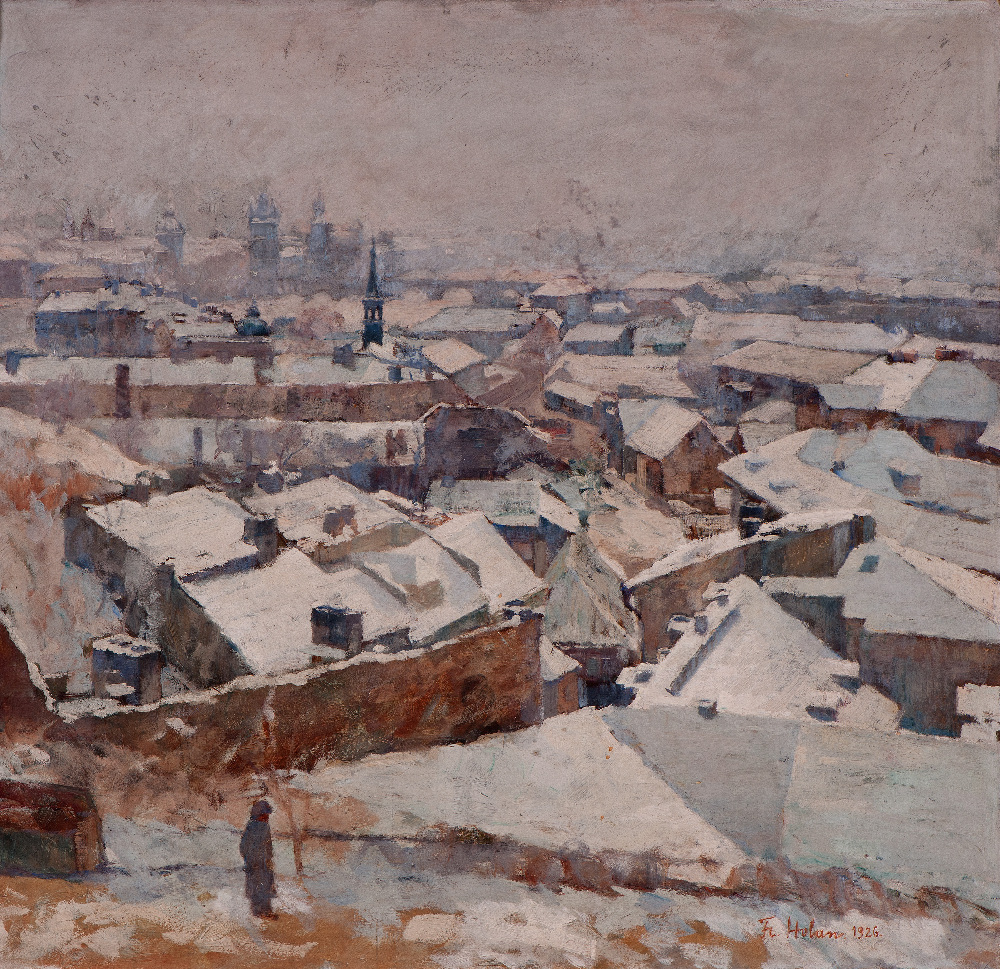
Malostranské střechy (1926)
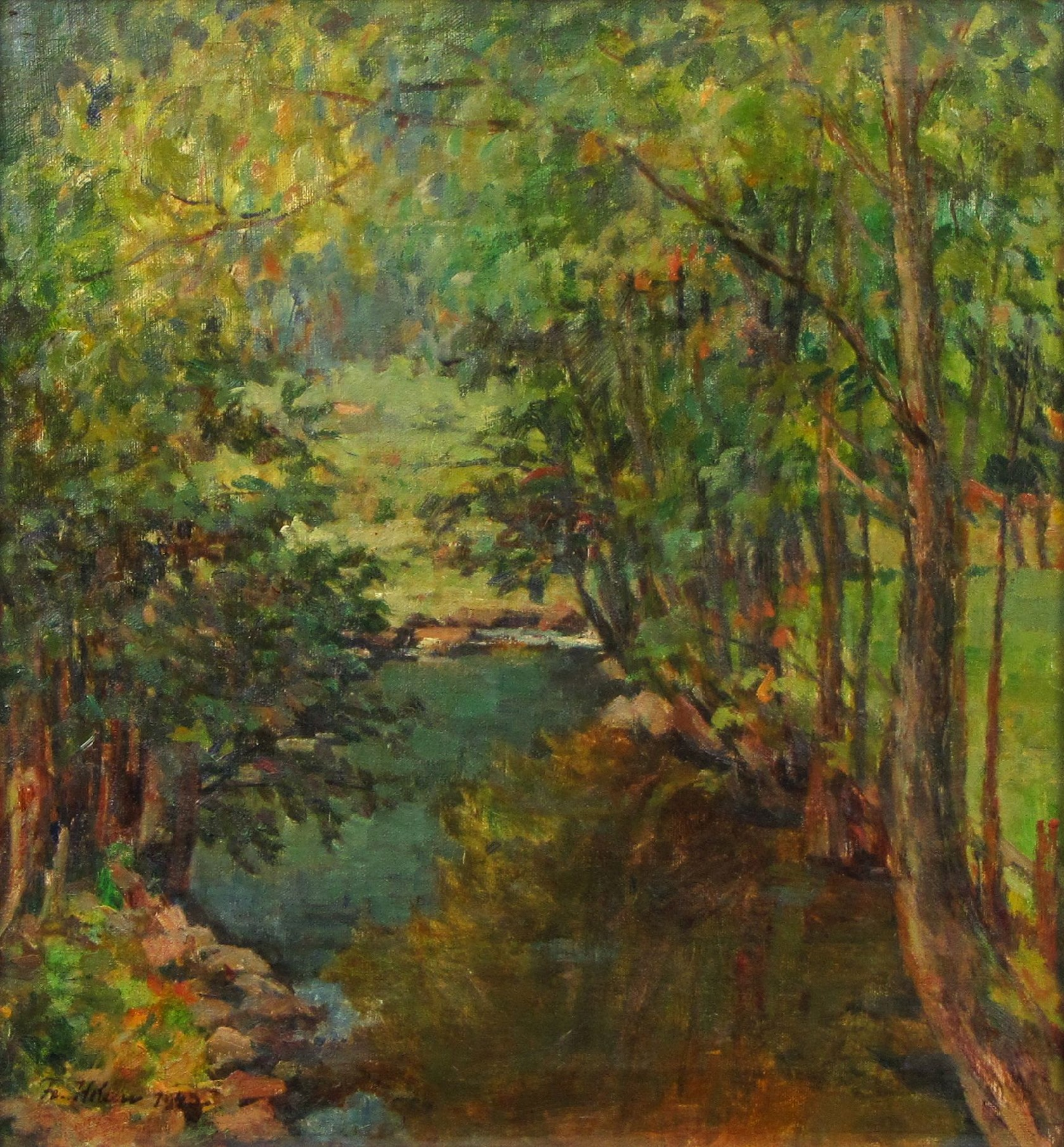
Na potoce (1947)
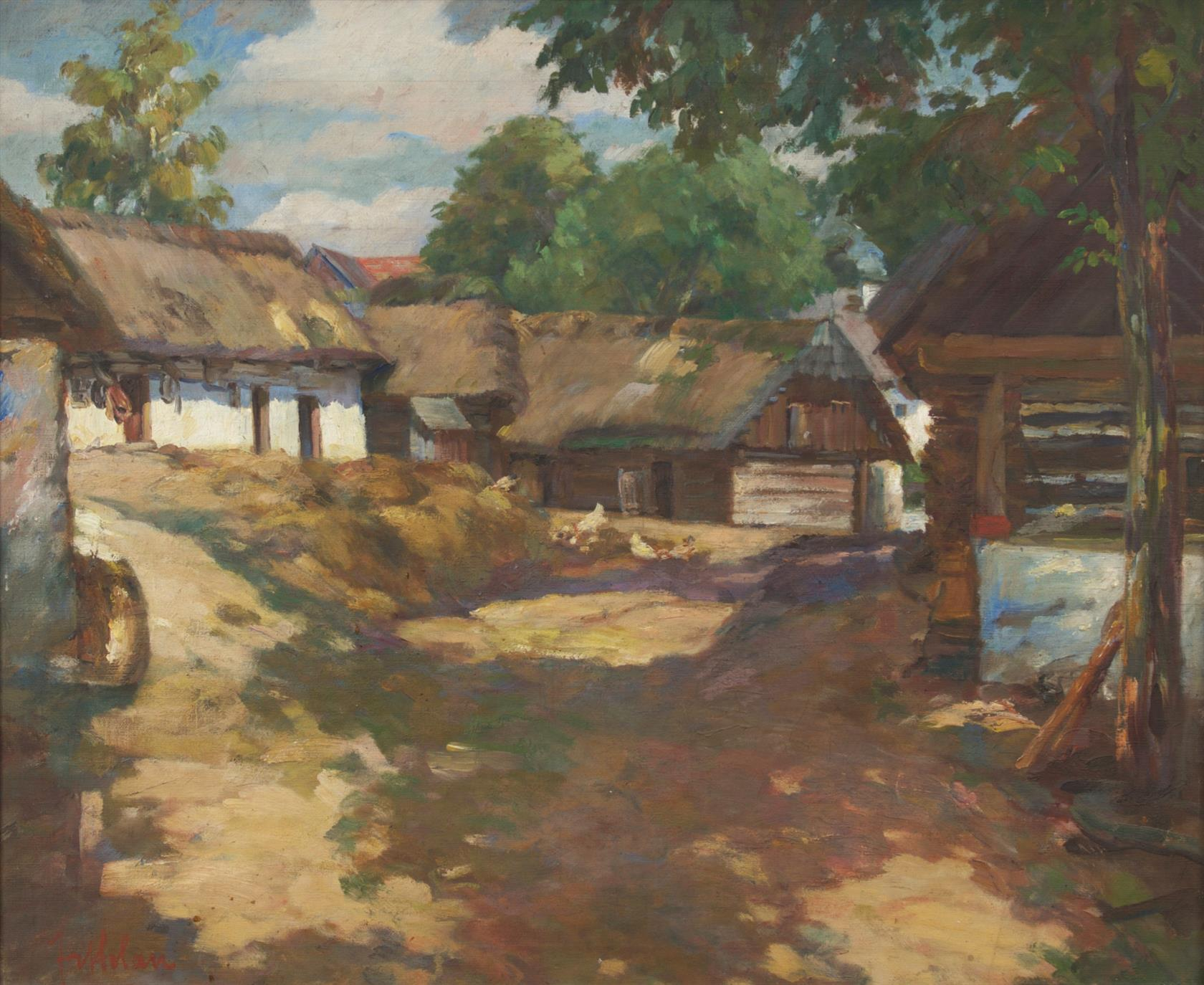
Na statku ve Vladyčíně
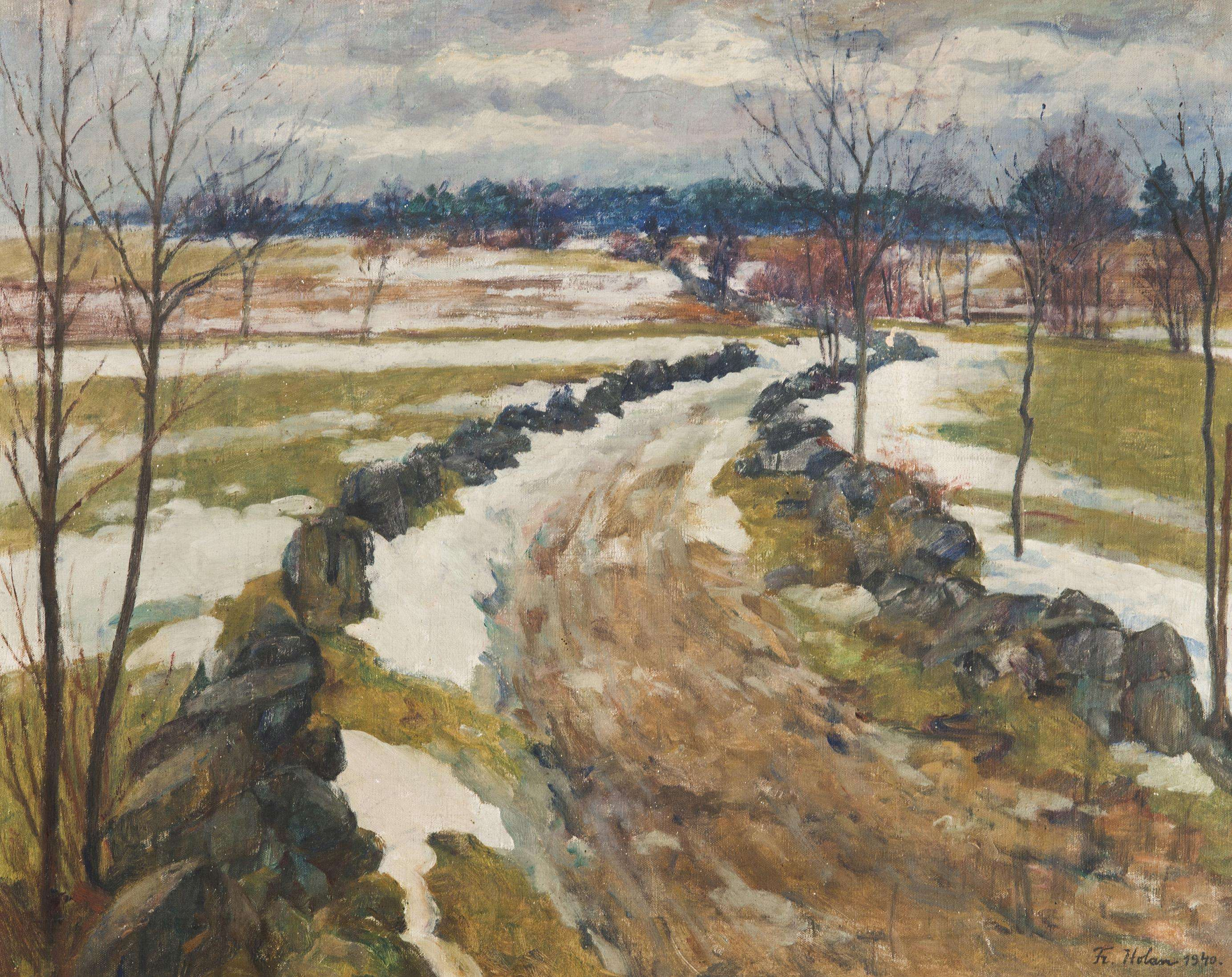
Obleva (1940)
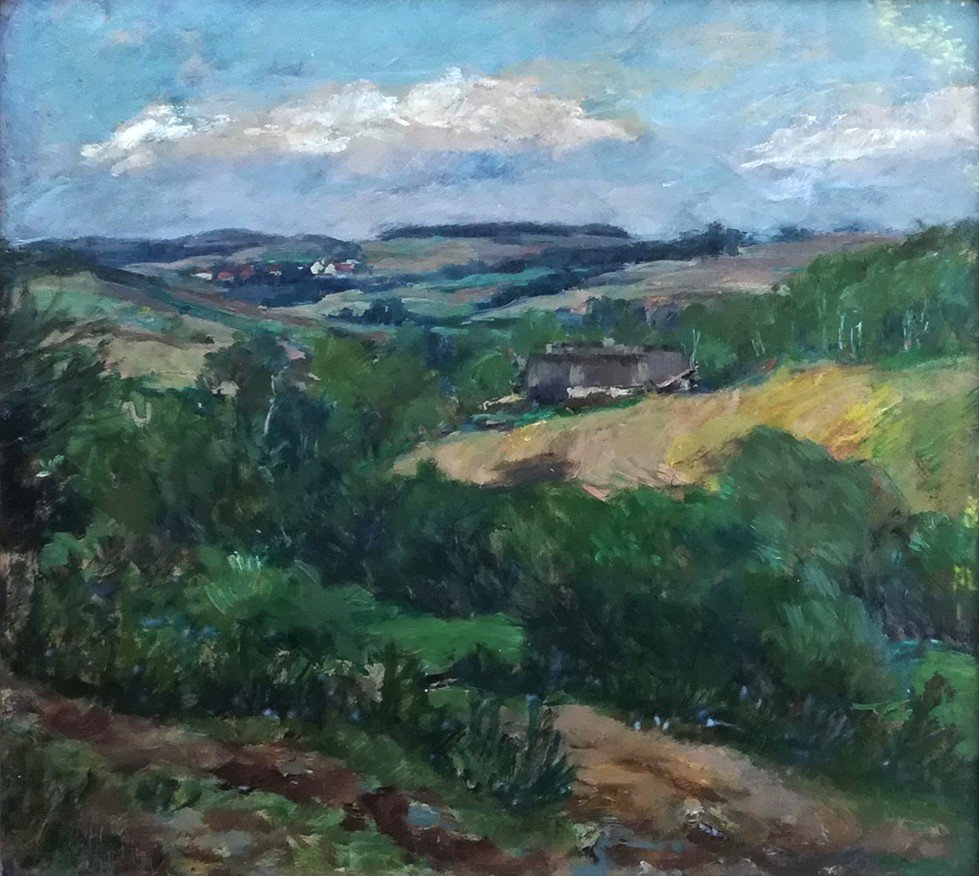
V Leči
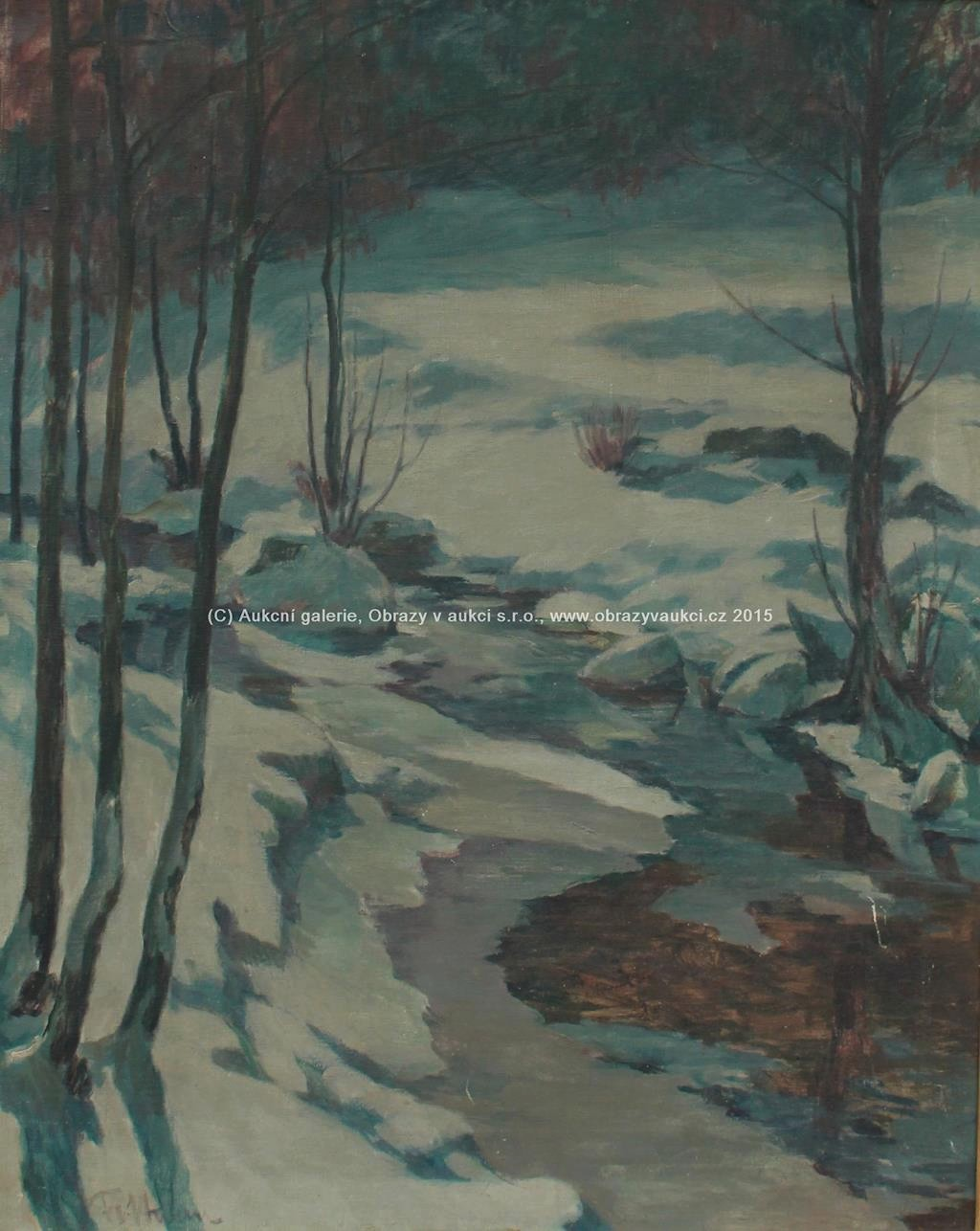
U zimního potoka